# Тихонова, Юлия Дмитриевна
Юлия Дмитриевна Тихонова (род. 8 апреля 1986 года) — белорусская лыжница, ранее выступавшая за Россию, призёр этапа Кубка мира. Мастер спорта России. Специализируется в дистанционных гонках.

## Карьера
В Кубке мира Тихонова дебютировала 16 января 2010 года, в феврале 2011 года единственный раз в карьере попала в тройку лучших на этапе Кубка мира, в эстафете. Кроме этого имеет на своём счету 3 попадания в десятку лучших на этапах Кубка мира, все в эстафетах, в личных гонках не поднималась выше 17-го места. Лучшим достижением Тихоновой в общем итоговом зачёте Кубка мира является 62-е место в сезоне 2011/12.
Принимала участие в чемпионате мира 2013 года в итальянском Валь-ди-Фьемме, 2015 года в шведском Фалуне, стартовала в 30-километровой гонке классическим стилем.
Использует лыжи производства фирмы Fischer.
В финале Кубка России по лыжным гонкам 2012 с Екатериной Чуйковой выиграла командный спринт 6x1,2 км классическим стилем.
Чемпион России 2013 в гонке на 30 км, бронзовый призёр чемпионата России 2011 (в гонке на 15 км) и 2013 (в спринте).
В январе 2014 года стала выступать в составе «Русской марафонской команды», сразу же стала серебряным призёром марафона Dolomitenlauf в Австрии. 26 января 2014 года выиграла 70-километровую Марчалонгу.